# Reconquista

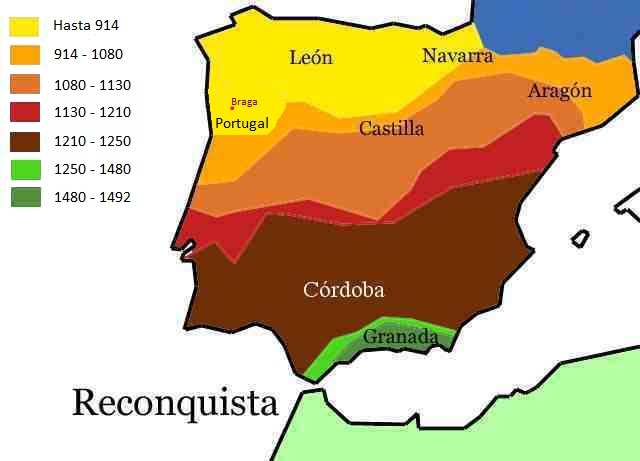
Zeitlich-territorialer Verlauf der Reconquista auf der iberischen Halbinsel

Reconquista ([rekoŋˈkista] bzw. [ʁəkõŋˈkiʃtɐ], kastilisch und portugiesisch für „Rückeroberung [aus arabischer Herrschaft]“, katalanisch reconquesta [rekoŋˡkesta] bzw. [rəkuŋˡkestə], deutsch selten Rekonquista, arabisch الاسترداد al-ʼIstirdād ‚Wiedereroberung‘) ist die spanische und portugiesische Bezeichnung für das Entstehen und die Ausdehnung des Herrschaftsbereichs der christlichen Reiche der Iberischen Halbinsel unter Zurückdrängung und Wiedereroberung des muslimischen Machtbereichs (al-Andalus) im Mittelalter. Als Beginn der Reconquista gilt üblicherweise die Schlacht von Covadonga im Jahr 722, als Endpunkt die Einnahme Granadas durch die Katholischen Könige am 2. Januar 1492.
Der Begriff Reconquista ist nicht zeitgenössisch, sondern wurde erst in der Neuzeit von der französischen Geschichtsforschung geprägt, von der es die spanische Historiographie übernahm. Die erstmalige Verwendung des Begriffs wird dem portugiesischen Mozaraber Sesnando Davides und dessen 1080 festgehaltenen strategischen Aufzeichnungen zugeschrieben.

## Begriffskritik
Der Begriff wird kritisiert, da er den Eindruck erwecken kann, es habe ein einheitliches und gemeinsames Bestreben der christlichen Reiche mit dem erklärten Ziel, die muslimischen Territorien zurückzuerobern, gegeben. Ob und – wenn ja – wann solch eine Motivation im Sinne eines Kreuzzugs vorgelegen hat, ist jedoch umstritten. Denn es gab während des gesamten, 770 Jahre umfassenden Prozesses auch kurze Zeiten, in denen der christliche Herrschaftsbereich wieder zurückgedrängt wurde, und lange Perioden – etwa von der Mitte des 13. Jahrhunderts bis zum Krieg von Granada ab 1482 –, in denen das Vordringen der christlichen Reiche praktisch zum Stillstand kam. Zudem verliefen die Konfliktlinien während der gesamten Epoche der Reconquista nicht nur zwischen Christen und Muslimen, sondern in weiten Teilen auch quer durch beide Lager. Teilweise setzten alle Seiten auch auf Verbündete oder Söldner aus dem jeweils anderen Lager. Ein Beispiel ist das Leben des spanischen Nationalhelden El Cid, der mit seiner Streitmacht zeitweise für islamische Herrscher kämpfte.
Trotz aller Kritik wird der Begriff meist zur Bezeichnung jener Epoche verwandt, die vom Nebeneinander christlicher und muslimischer Reiche auf der Iberischen Halbinsel charakterisiert war.

## Verlauf
Das Zeitalter der Reconquista lässt sich grob in drei Phasen unterteilen. Die erste Phase dauerte vom Beginn der christlichen Rebellion in Asturien (718) bis zur Rückeroberung der alten Königsstadt Toledo im Jahr 1085. Die zweite Phase (1086–1212) war durch das Eingreifen nordafrikanischer Kräfte gekennzeichnet, die den Vormarsch der Christen zeitweilig zum Stehen brachten; in dieser Phase nahmen die Auseinandersetzungen stärker als zuvor den Charakter eines Religionskriegs an. Sie endete mit einem entscheidenden militärischen Erfolg der Christen. In der dritten Phase (1213–1492) wurden die Muslime auf ein relativ kleines Territorium mit dem Zentrum Granada zurückgedrängt, das schließlich ebenfalls erobert wurde.

### Anfang
Im Frühjahr 711 landete der Berber Tāriq ibn Ziyād mit seinem Heer in der Region von Algeciras/Gibraltar, um das seit dem 5. Jahrhundert auf der Iberischen Halbinsel bestehende Westgotenreich zu unterwerfen. Die Westgoten wurden im Juli 711 in der Schlacht am Río Guadalete geschlagen, wobei ihr König Roderich den Tod fand. Bis 719 eroberten die Mauren die gesamte Iberische Halbinsel einschließlich Asturiens. Unter den westgotischen Adligen, die sich mit den neuen Machthabern arrangierten, war auch Pelayo (Pelagius), dessen Einflussgebiet sich in Asturien befand. Asturien wurde damals von einem muslimischen Gouverneur namens Munuza verwaltet. Pelayo geriet mit Munuza in einen persönlichen Konflikt wegen einer Heiratsangelegenheit und begann darauf eine Rebellion in einem entlegenen Berggebiet Asturiens. Er ließ sich von seinen Anhängern zum König oder Fürsten wählen. 722 (oder, wie manche Forscher meinen, schon 718) besiegte er in der Schlacht von Covadonga eine muslimische Streitmacht. So konnte er seinen Herrschaftsbereich behaupten, aus dem dann das Königreich Asturien wurde. Der Sieg von Covadonga wird in Spanien traditionell als Beginn der Reconquista betrachtet, obwohl es keinen Beleg dafür gibt, dass damals schon eine umfassende Rückeroberung beabsichtigt war. Möglicherweise fand bei Covadonga in Wirklichkeit nur ein Gefecht statt.
Zwischen 719 und 725 drangen die Muslime über die Pyrenäen vor und eroberten Septimanien, einen Landstrich um Narbonne, der zum Westgotenreich gehört hatte. Ihr Vorstoß in das Frankenreich wurde aber von Karl Martell 732 in der Schlacht bei Tours und Poitiers abgewehrt. Septimanien konnten sie noch bis 759 halten.

### Erste Phase (bis 1085)

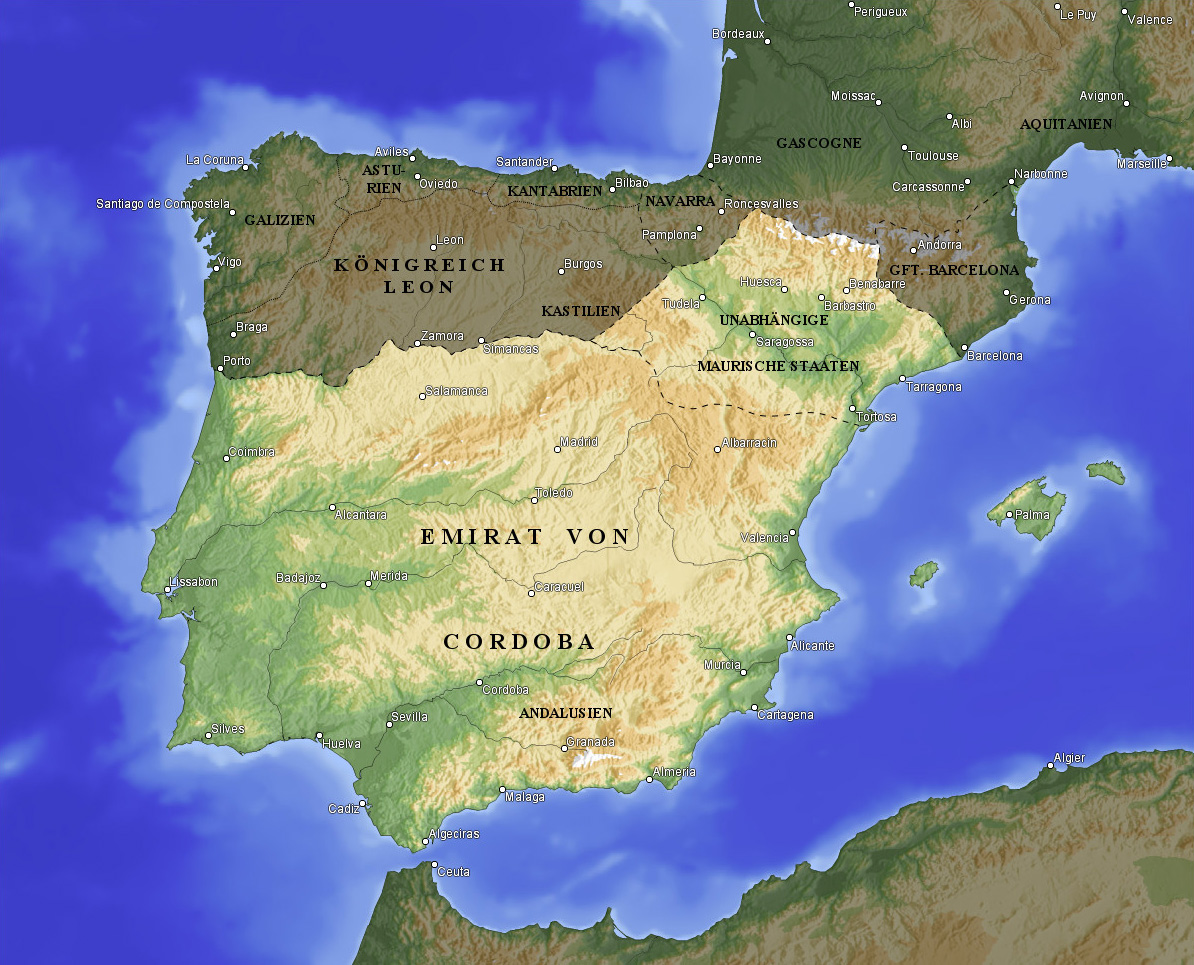
Das arabische al-Andalus um 910

Schon im 8. Jahrhundert konnten die Könige von Asturien ihr Herrschaftsgebiet beträchtlich ausdehnen und die Muslime aus Galicien vertreiben. Im Verlauf des 9. bis 11. Jahrhunderts erlangten die christlichen Königreiche allmählich die Herrschaft über weite Teile der Iberischen Halbinsel. Zugleich bestanden aber auch viele enge wirtschaftliche und persönliche Verbindungen zwischen Christen und Muslimen. So entstammten die früheren Könige von Navarra der Familie Banu Qasi von Tudela. Der Kampf gegen die Araber hielt die christlichen Könige nicht davon ab, auch Handel mit ihnen zu treiben und untereinander Kriege zu führen. Christliche Heerführer wie El Cid schlossen Verträge mit muslimischen Königen der Taifas, um an deren Seite zu kämpfen.
Die Christen betrachteten den Apostel Jakobus den Älteren (Santiago) wegen des ihm zugeschriebenen Beistandes in der allerdings erfundenen Schlacht von Clavijo (844) als ihren Schutzheiligen. Er wurde zur Integrationsfigur des christlichen Spanien. Noch heute ist er der Patron Spaniens. Sein Beiname Matamoros (der Maurenschlächter) lässt seine militärische Funktion erkennen. Zentrum des Kults ist sein sagenhaftes Grab in Santiago de Compostela. Eine der größten christlichen Niederlagen und ein wichtiges Motiv zur Reconquista war die Eroberung und Zerstörung Santiagos im Jahr 997 durch den muslimischen Heerführer al-Mansûr, der jedoch die Reliquien des heiligen Jakobus verschonte. Nach al-Mansûrs Tod (1002) konnten die Christen von inneren Wirren auf der gegnerischen Seite profitieren und weiter vordringen. In der Folgezeit wurde das maurisch beherrschte Gebiet im Süden immer kleiner.

### Zweite Phase (1086–1212)
In der ersten Phase der Reconquista hatte der christliche Vormarsch Gebiete betroffen, die für die Muslime strategisch entbehrlich waren, darunter eine weitgehend unbesiedelte Zwischenzone, den Verwüstungsgürtel. Erst mit dem Feldzug zur Eroberung von Barbastro (1064), an dem auf christlicher Seite zahlreiche Franzosen teilnahmen, und vor allem mit dem Fall Toledos (1085) begann sich die Reconquista gegen Kerngebiete des muslimischen Herrschaftsbereichs zu richten, deren Verlust aus muslimischer Sicht eine Existenzbedrohung darstellte. Damit erhielt die Auseinandersetzung eine neue Qualität; die Muslime sahen sich im Jahr 1086 gezwungen, die nordafrikanische Berberdynastie der Almoraviden ins Land zu rufen. Die Almoraviden proklamierten den Dschihad zur Verteidigung des Islam und stoppten den Vormarsch der Christen vorübergehend. Dabei übernahmen sie selbst die Herrschaft im muslimischen Teil Spaniens und gliederten diesen ihrem Reich ein.
Im Hochmittelalter wurde der Kampf gegen die Muslime von den christlichen Herrschern Europas als Kampf für die gesamte Christenheit und als Heiliger Krieg wahrgenommen. Die muslimische Seite kannte den kriegerischen Aspekt des Dschihad schon seit Mohammeds Kriegszügen gegen seine Nachbarn und hatte auch die Eroberung Spaniens in diesem Sinne unternommen. Ritterorden nach dem Vorbild der Tempelritter, wie der Santiagoorden, der Orden von Calatrava, der Alcántaraorden und der Orden von Montesa, wurden gegründet oder gestiftet; die Päpste riefen die europäischen Ritter zum Kreuzzug auf die Halbinsel.
Der entscheidende Wendepunkt, der den Christen endgültig das militärische Übergewicht verschaffte, war die Schlacht bei Las Navas de Tolosa am 16. Juli 1212, in der die Truppen der verbündeten Königreiche von Kastilien, Navarra, Aragón und León sowie französische Kontingente unter Alfons VIII. die Almohaden unter Kalif Muhammad an-Nasir besiegten.

### Letzte Phase (1213–1492)
Nach der Eroberung Córdobas (1236) und Sevillas (1248) durch Kastilien, Valencias (1238) durch Aragón und der Algarve (1250) durch Portugal wurden zwar auch Murcia und Granada unterworfen, doch brach 1262 mit marokkanischer Hilfe ein muslimischer Aufstand in ganz Andalusien aus. Nach der endgültigen Eroberung Murcias durch Kastilien und Aragón 1265 blieb nur das Nasriden-Emirat von Granada als kastilischer Vasallenstaat vorerst noch muslimisch. Interventionen und mehrere Feldzüge der marokkanischen Meriniden scheiterten 1291 an innermuslimischen Rivalitäten.
Im Jahr 1340 besiegte eine christliche Allianz aus Kastilien, Aragón, französischen Hilfstruppen und letztmals auch Portugiesen in der Schlacht am Salado ein Heer des marokkanischen Sultans Abu l-Hasan, der eine letzte Intervention und Gegenoffensive angeführt hatte. Die darauffolgende Eroberung von Algeciras im Jahr 1344 durch dieselbe Allianz nach einer zweijährigen Belagerung sorgte später dafür, dass seitdem keine nordafrikanische Intervention auf der Iberischen Halbinsel mehr stattfand.
Im 15. Jahrhundert besaß Kastilien die militärische Macht, das Reich der Nasriden zu erobern, aber die Könige zogen es zunächst vor, Tribut zu erheben. Der Handel mit Granada bildete einen Hauptweg für afrikanisches Gold in das mittelalterliche Europa.
1482 begann Kastilien schließlich seine mehrjährige Eroberung des Königreiches Granada, des letzten muslimisch beherrschten Territoriums der Iberischen Halbinsel. Im August 1487 wurde Málaga erobert. Zu Beginn des Jahres 1489 bestand das Emirat von Granada nur noch aus den Gebieten rund um die Städte Guadix, Baza und Almería und der Hauptstadt Granada. Nach der Eroberung der vorgenannten rückten die Streitkräfte der Katholischen Könige auf die Hauptstadt vor. Die Belagerung von Granada begann am 11. April 1491.
Am 25. November kapitulierte der letzte muslimische Herrscher in Al-Andalus, Muhammad XII. (Boabdil), vor den Heeren des kastilischen Königspaares Ferdinand II. und Isabella I. und übergab die Stadt kampflos am 2. Januar 1492. Im selben Jahr erließen die Könige das Alhambra-Edikt, in dem die Vertreibung der Juden aus allen Gebieten der Kronen von Kastilien und Aragonien zum 31. Juli des Jahres angeordnet wurde, sofern sie bis dahin nicht zum Christentum übergetreten waren.

## Motivation
Hinsichtlich der Gewichtung der Motive für die Reconquista gehen in der Forschung die Meinungen weit auseinander. Diskutiert werden die religiöse Motivation, der „nationale“ Aspekt und – für die Anfangsphase – ein nur regionaler Widerstandswille gegen die Fremdherrschaft. Nach der traditionellen Lehrmeinung stand der religiöse Wille zum Kampf gegen den Islam von Anfang an im Vordergrund, wobei als „nationales“ Motiv die Anknüpfung an das Westgotenreich hinzukam, aus der ein historisch begründeter Anspruch auf Herrschaft über die gesamte Iberische Halbinsel abgeleitet wurde. Eine andere These, die von Abilio Barbero und Marcelo Vigil vorgetragen wurde, besagt, der Widerstand gegen die Muslime sei ursprünglich nur ein ethnisch bedingtes Streben nach regionaler Selbstbestimmung gewesen. Dieses sei von der kantabrischen und baskischen Bevölkerung in Nordspanien ausgegangen und defensiv orientiert gewesen; erst viel später sei der Gedanke einer Rückeroberung der Iberischen Halbinsel entstanden. Eine weitere, von Carl Erdmann und zahlreichen anderen Historikern vertretene Auffassung lautet, der eigentliche Antrieb zur Reconquista sei in den ersten Jahrhunderten das Streben einzelner Herrscher nach Landgewinn gewesen und das Konzept des Glaubenskriegs habe zur Rechtfertigung eines weltlichen Expansionswillens gedient; erst ab dem 11. Jahrhundert habe die religiöse Motivation tatsächlich eine zunehmend wichtige Rolle gespielt. Zur Begründung dieser Deutung wird darauf hingewiesen, dass sich im Verlauf der militärischen Konflikte oft Christen mit Muslimen gegen ihre eigenen Glaubensgenossen, mit denen sie verfeindet waren, verbündeten.

## Repoblación

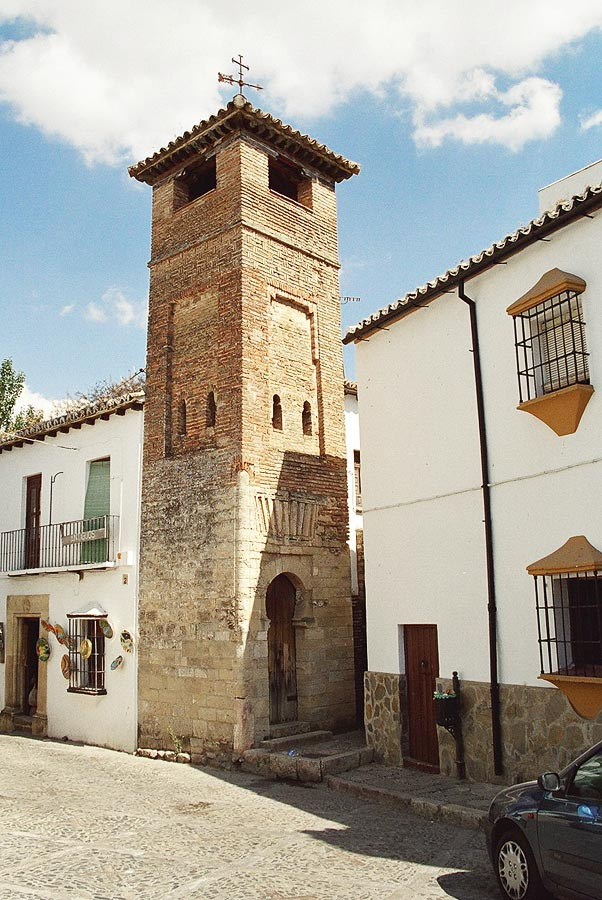
Ein ursprünglich maurisches Minarett in Ronda, das in einen Glockenturm umgewandelt wurde. Während die meisten Moscheen zerstört und an ihrer Stelle Kirchen errichtet wurden, wurden viele Minarette durch den Aufbau von Etagen für Glocken von den Christen adaptiert.

Auf die erfolgreichen militärischen Offensiven der christlichen Herrscher folgte die Repoblación („Wiederbesiedlung“), die meist von Königen, Adligen, Bischöfen oder Äbten organisierte Ansiedlung von Christen in Gebieten, deren muslimische Bewohner getötet oder vertrieben worden waren. Mit der systematischen Entvölkerung von Grenzgebieten schufen insbesondere asturische Könige auf ihren Feldzügen einen Verwüstungsgürtel, mit dem sie ihren Machtbereich vor Angriffen der Muslime schützen wollten; nach weiteren militärischen Erfolgen wurde später die Neubesiedlung in Angriff genommen. Ein Teil der Siedler kam aus dem gesicherten christlichen Gebiet, andere waren Christen, die aus dem muslimischen Süden fortgezogen waren. Zu einem großen Teil geschah die Repoblación in grundherrlicher Form, anfänglich mit Unfreien, doch waren auch freie Bauern beteiligt. Auch Muslime, die sich zum Christentum bekehrten, wurden im Rahmen der Repoblación angesiedelt. Im Spätmittelalter spielten Ritterorden eine wesentliche Rolle. Diese Maßnahmen fanden ihren Abschluss 1609/14 mit der Ausweisung der letzten, inzwischen zwangschristianisierten Mauren. Mit der Repoblación ging eine erneute Christianisierung und eine erneute Romanisierung bzw. weitgehende Kastilisierung der Halbinsel einher.

## Nachwirkungen und Rezeption
Der religiös motivierte Kampf- und Expansionswille fand nach dem Fall Granadas außerhalb Spaniens Betätigungsfelder, insbesondere bei der Eroberung des neu entdeckten Amerika. Auch endete die Reconquista nicht an den Grenzen Europas. Mit dem Übersetzen nach Nordafrika und mit der spanischen Besetzung von Melilla (1497) und Oran (1509) erfolgte auch die Eroberung von afrikanischen Landstrichen.
Die zunächst geduldeten Mauren (mudéjares) und Juden wurden im 15. und 16. Jahrhundert zur Taufe genötigt bzw. bei Weigerung des Landes verwiesen. Die zum christlichen Glauben übergetretenen Conversos (Morisken) wurden missachtet und verfolgt, wobei die in den Jahren 1478–1482 eingerichtete Spanische Inquisition eine zentrale Rolle spielte. Die durch diese Politik bewirkte Abwanderung trug zum wirtschaftlichen Niedergang Spaniens bei.
Die verschiedenen Hauptstoßrichtungen der christlichen Reiche – Portugal entlang der Atlantikküste, Kastilien-Leon durch das Zentrum und ins heutige Andalusien, die Krone von Aragón nach den Balearen und entlang der Levante – spiegeln sich noch heute in der Sprachverteilung auf der Iberischen Halbinsel (Portugiesisch, Kastilisch, Katalanisch) wider.

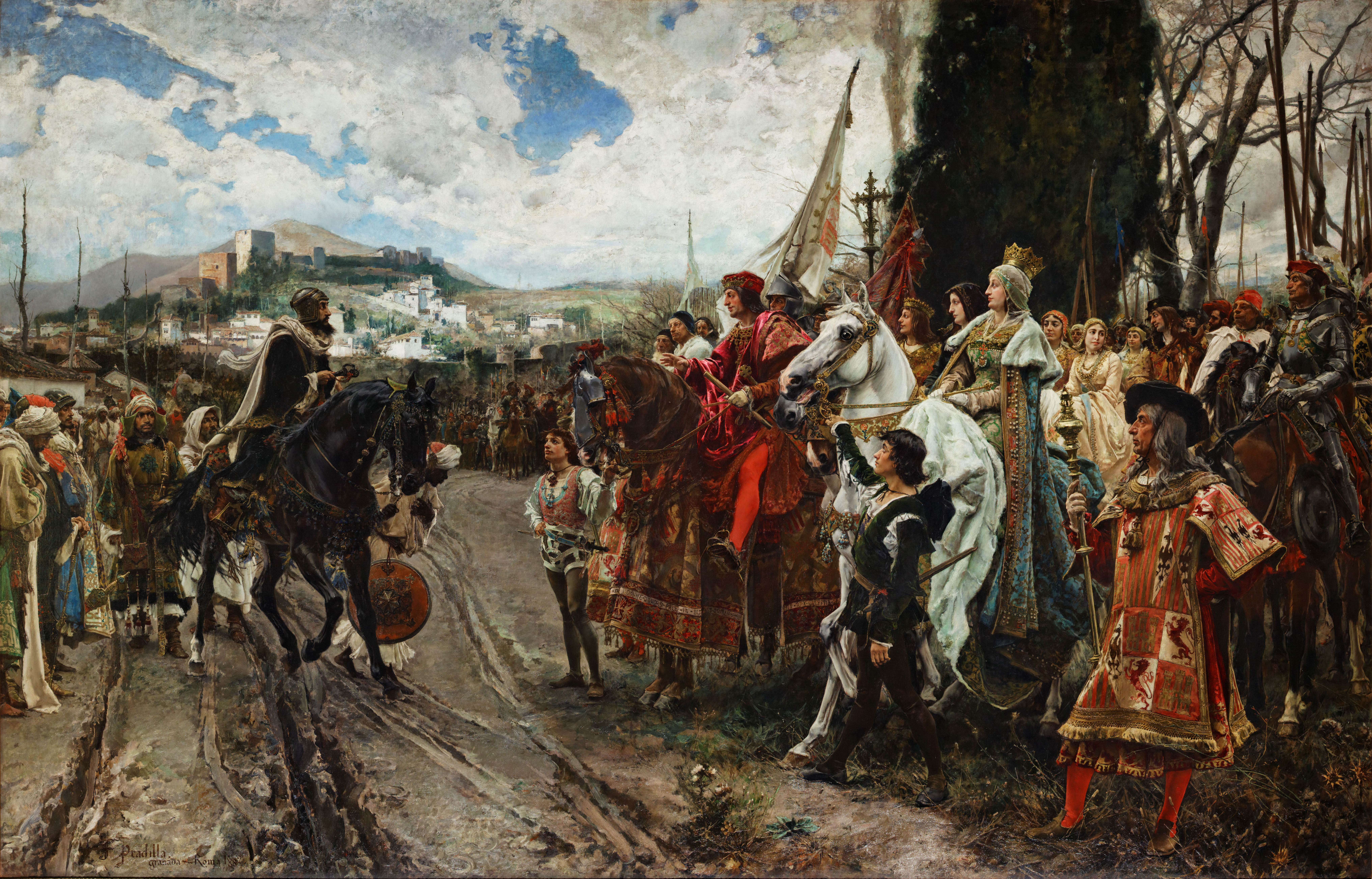
Francisco Pradilla y Ortiz: Muhammad XII. begegnet Isabella I. und Ferdinand II., 1882

An die Reconquista wird traditionell mit einer Reihe von Festen, mit Schaukämpfen von Mauren und Christen (Moros y Cristianos), bunten Paraden in historischen Kostümen und Feuerwerken erinnert. Wichtige Feste finden in Villena und Alcoi (spanisch Alcoy) statt. Auch die Figur des Rey Moro bei den Gigantes y Cabezudos erinnert an diese Zeit.
Die am 10. Oktober 1850 im Teatro de Real Palacio in Madrid uraufgeführte Oper Die Eroberung von Granada (La Conquista di Granata) von Emilio Arrieta nimmt sich des Themas an.

## Soziale Gruppen zur Zeit der Reconquista
Mit den Erfolgen und Niederlagen bildeten sich einige soziale Gruppen heraus:
- die Mozaraber: Bezeichnung für Christen unter der muslimischen Herrschaft in Andalusien. Einige von ihnen wanderten während Verfolgungszeiten in den Norden ab.
- die Muladíes: Christen, die nach der Eroberung zum Islam konvertierten.
- die Renegados: einzelne Christen, die den Islam übernahmen und sich häufig am Kampf gegen ihre ehemaligen Glaubensgenossen beteiligten.
- die Mudéjares: Muslime, die im von Christen während der Reconquista eroberten Gebiet (i. d. R. als Landarbeiter) blieben. Ihre charakteristische Architektur der Adobeziegelsteine fand häufig in Kirchen Verwendung, die von den neuen Herren in Auftrag gegeben wurden.
- die Morisken (spanisch: Moriscos): zum Christentum konvertierte Mauren, die nach dem Abschluss der Reconquista 1492 in Spanien blieben.
- die Marranen (spanisch: Marranos, Schweine): verächtliche Bezeichnung für Conversos („Übergetretene“), d. h. zum Christentum konvertierte Juden, die in vielen Fällen verdächtigt wurden, trotz Verfolgung durch die Inquisition heimlich an ihren Traditionen festzuhalten

## „Spanische“ Reconquista
Wenn häufig von der „spanischen“ Reconquista gesprochen wird, ist der Begriff insoweit irreführend, als es während der gesamten Epoche kein einheitliches Staatswesen im Sinne eines Spaniens gab. Vielmehr existierten auf christlicher Seite verschiedene Reiche (u. a. Kastilien, Navarra, die Krone von Aragón und Portugal). Auch die Heirat von Isabella I. von Kastilien und Ferdinand II. von Aragón führte kurz vor Ende der Reconquista nur dazu, dass die Gebiete der Krone von Kastilien und die der Krone von Aragón von demselben Herrscherpaar regiert wurden, nicht aber zu einer Vereinigung der beiden Reiche.

## Reconquista in Nordamerika
Als Reconquista bezeichnen mexikanisch-nationalistische Bewegungen (z. B. Aztlán) ihre Programme zur Wiedergewinnung der nach dem Mexikanisch-Amerikanischen Krieg 1848 an die USA verlorenen Gebiete, die in etwa den heutigen US-Bundesstaaten Kalifornien, Nevada, Utah, Colorado, Arizona, New Mexico und Texas entsprechen.